# Sophienalpe
 (mai 2024).
La Sophienalpe est un alpage situé à l'ouest de Vienne en Autriche, culminant à 477 mètres d'altitude, et une destination d'excursion prisée.

## Nom et lieu
L'Alpe porte le nom de l'archiduchesse Sophie, mère de l'empereur François-Joseph, qui y passait souvent l'été. La Sophienalpe est accessible par de nombreux sentiers de randonnée.
Au sud de la Sophienalpe se trouve le Franz-Karl-Fernsicht (488 mètres), d'où l'on aperçoit de nombreux sommets de la forêt viennoise (Wienerwald) et des Alpes de Gutenstein ainsi que le Schneeberg (le plus haut sommet de Basse-Autriche). Il porte le nom du mari de l'archiduchesse Sophie, l'archiduc François-Charles.
La crête continue vers Mauerbach en passant par le Hohe Wand (452 mètres), sur le versant duquel se trouve le pré du Hohe Wand, utilisé comme domaine de ski et piste de luge d'été.

## Funiculaire (1872-1881)
En 1872, le fabricant viennois Georg Sigl fit construire un funiculaire près de la Rieglerhütte jusqu'à la Sophienalpe. Ce funiculaire parcourt une longueur de 682 m sur une dénivelée de 108 m et a servi d'installation d'essai : au lieu d'une voie avec aiguillage, deux voies ont été posées tout au long du parcours, permettant de rouler avec seulement quelques chevaux grâce à une compensation de poids presque complète.
Les voitures ouvertes à quatre places étaient construites de la même manière que les voitures courantes à l'époque et étaient tirées à l'aide d'une corde qui passait au milieu sous la voiture. Des boules de fer peintes en rouge étaient attachées à intervalles réguliers à la corde pour assurer la visibilité et comme avertissement, d'où le nom « Knöpferlbahn ». Le funiculaire a été démonté en 1881 et l'ancien tracé est aujourd'hui un sentier de randonnée entre Rieglerhütte et Sophienalpe.

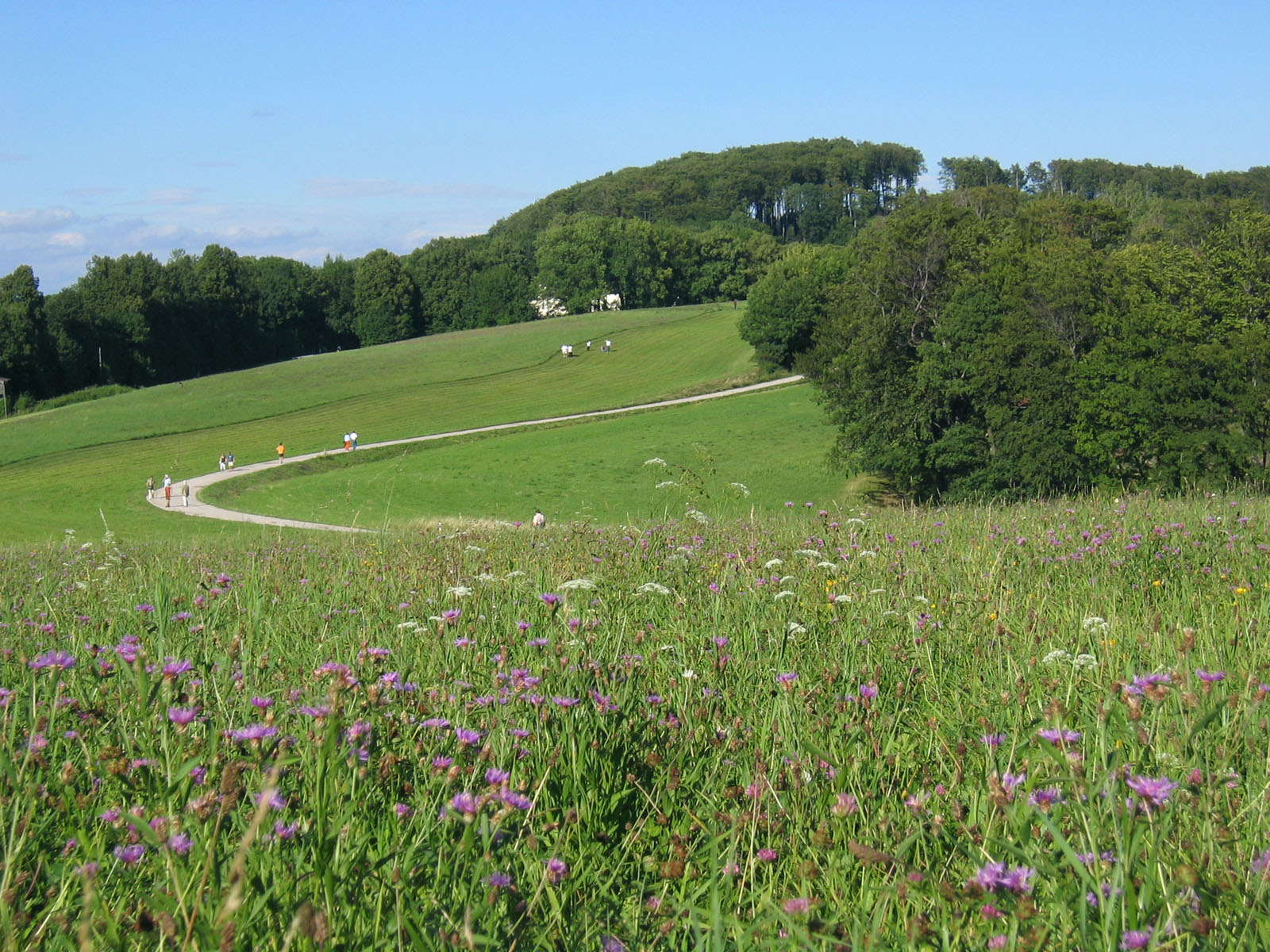
L'alpage Sophienalpe en été
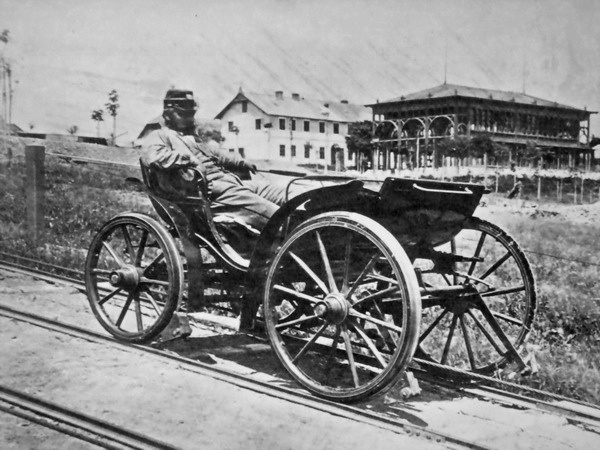
L'ancien funiculaire, vers 1873
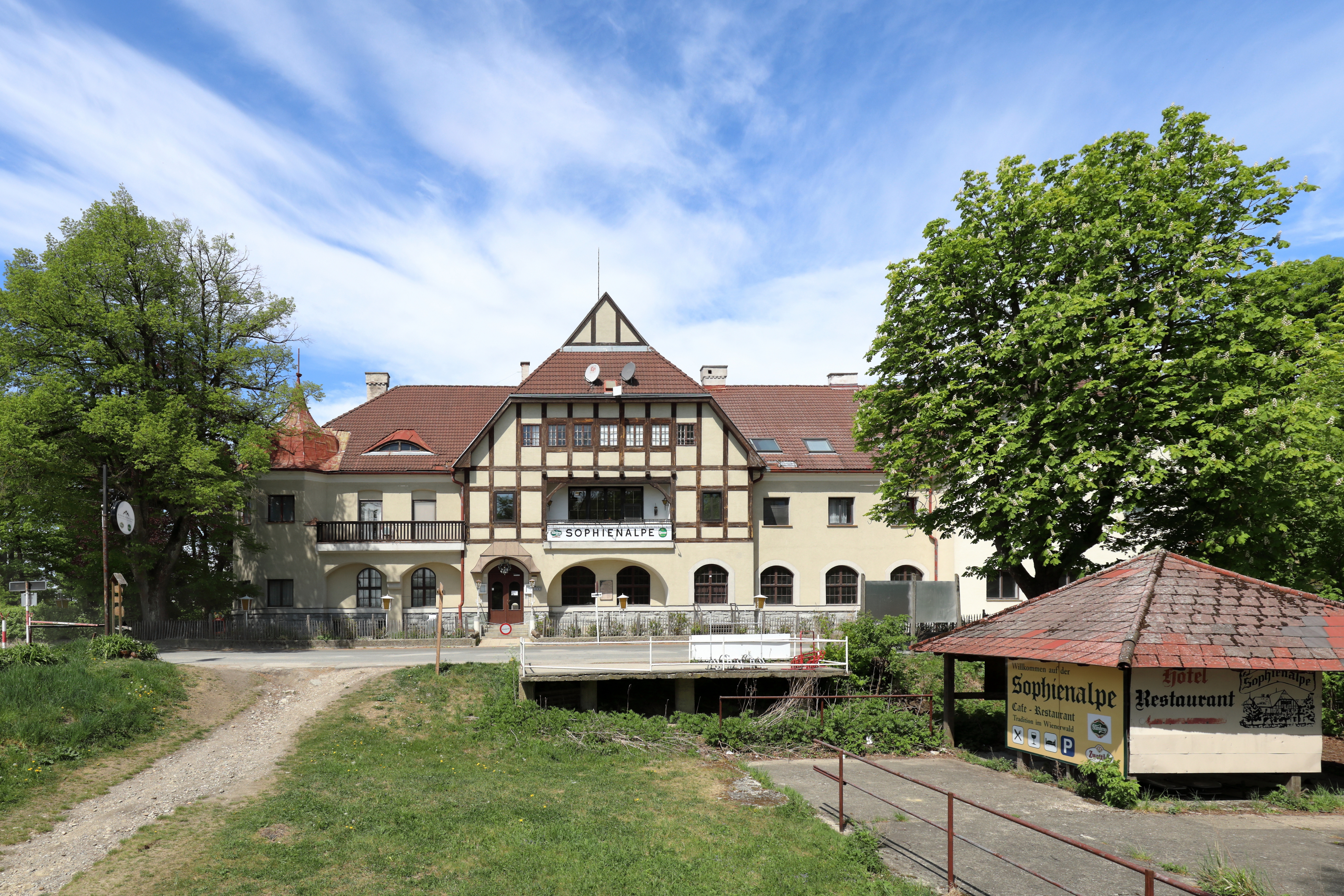
Restaurant Sophienalpe